# Cena de crime

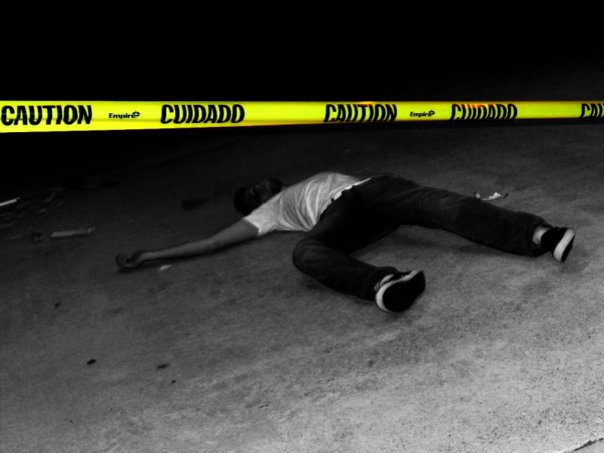
Fingindo morto em uma cena de crime fictício.

A cena de crime é qualquer local que talvez esteja associado a um crime cometido. Cenas de crimes contêm evidências físcias pertinentes para uma investigação criminal. Estas evidências são coletadas por investigadores (peritos criminais) e autoridades. A localização de uma cena de crime pode ser o local onde o crime ocorreu ou qualquer área que contenha evidências do próprio crime. As cenas não são limitadas apenas por uma localização, mas podem ser qualquer pessoa, lugar ou objeto associado com as condutas criminosas que ocorreram.
Após uma cena de crime ter sido descoberta, é importante que sejam tomadas medidas para protege-la de contaminação. Em ordem para manter a integridade da cena, as autoridades devem tomar medidas de segurança para bloquear a área ao redor, bem como controlar a entrada e saída de pessoas. Por tomarem essas precauções, os oficiais garantem que as evidências coletadas poderão ser usadas em tribunal.  Evidências que foram contaminada, adulteradas ou danificadas podem poluir a cena e fazer com que um caso seja desconsiderado.
É importante que tudo que ocorrer durante a análise da cena seja documentado. É trabalho do perito garantir que seja feito uma documentação extremamente coerente e resumida. A documentação deve incluir as observações e ações do perito enquanto estiver no local. O laudo pericial é responsável por documentar a aparência e a condição da cena na chegada. O laudo também coletará declarações e comentários de testemunhas, vítimas e possíveis suspeitos. Vários outros documentos também são gerados para que a integridade de uma cena continue intacta. Esses documentos incluem uma lista de quem esteve em contato com a evidência (cadeia de custódia), bem como um registro de quais evidências foram coletadas.

## Preservação e Contaminação

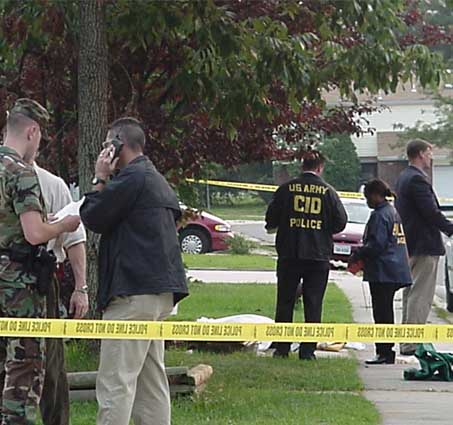
Agentes do CID, Estados Unidos, numa investigação de um crime.

Uma cena de crime é muitas vezes preservada através de um bloqueio para controlar o movimento dentro e fora da cena, bem como manter sua integridade. O perímetro é tapado com uma fita de isolamento a fim de manter apenas as pessoas necessárias no local. Isso é feito para prevenir contaminação de evidências. Os investigadores tentam evitar a contaminação de provas a todo custo. Embora seja difícil evitar completamente a contaminação, muitas medidas são tomadas para garantir que a integridade da cena do crime permaneça intacta. Os policiais tomam cuidado para não comer, beber, fumar ou fazer suas pausas na cena do crime. Qualquer coisa que tenha sido deixada poderia ser confundida com possíveis evidências e adulterar o sucesso da investigação.

## Sequência de eventos
A polícia recebe uma ligação e chega ao local do crime. Ela realiza uma parte crucial mantendo a integridade da cena. Os oficiais são responsáveis por proteger a cena, estabelecendo barreiras físicas para controlar o tráfico dentro e ao redor da área. O policial também documenta suas observações iniciais, bem como as condições da cena no momento da chegada. Uma vez que a unidade de investigação chega à cena, certificando-se de não tocar em nada, um passo a passo inicial é realizado. Esse passo a passo ajuda os investigadores a obter uma compreensão do tipo de crime que ocorreu. A unidade observa a presença de evidências potencias e elabora um plano para processar a cena. Um segundo passo a passo é realizado para fins de documentação. A unidade irá tirar fotos e desenhar esboços da cena. Às vezes, vídeos são feitos para garantir que todos os detalhes do crime sejam documentados. Depois que uma documentação completa foi conduzida, a unidade de peritos coleta cuidadosamente todos os itens que poderiam ser considerados evidências. Os objetos são coletados, catalogados e guardados em recipientes próprios para garantir que nada seja danificado ou perdido. Todas as evidências vindas da cena são enviadas ao laboratório forense para análise. O laboratório forense processa todas as evidências da cena. Quando os resultados chegam, eles vão até o detetive-chefe do caso.

## Documentação
Fotografias de todas as evidências são tiradas antes que qualquer coisa seja tocada, movida ou investigada de outra forma. Marcadores são colocados ao lado de cada peça, permitindo a organização da evidência. Esboçar a cena também é uma forma de documentação. Isso permite que sejam anotadas as medidas de distâncias e outras informações que não podem ser bem detectadas em fotografias. Os investigadores irão extrair os locais de evidência e todos os outros objetos na sala. O esboço é geralmente desenhado em um ponto de vista de cima. As anotações são feitas pelos investigadores para garantir a memorização de seus pensamentos e suspeitas sobre diferentes evidências.

## Coleta de evidências

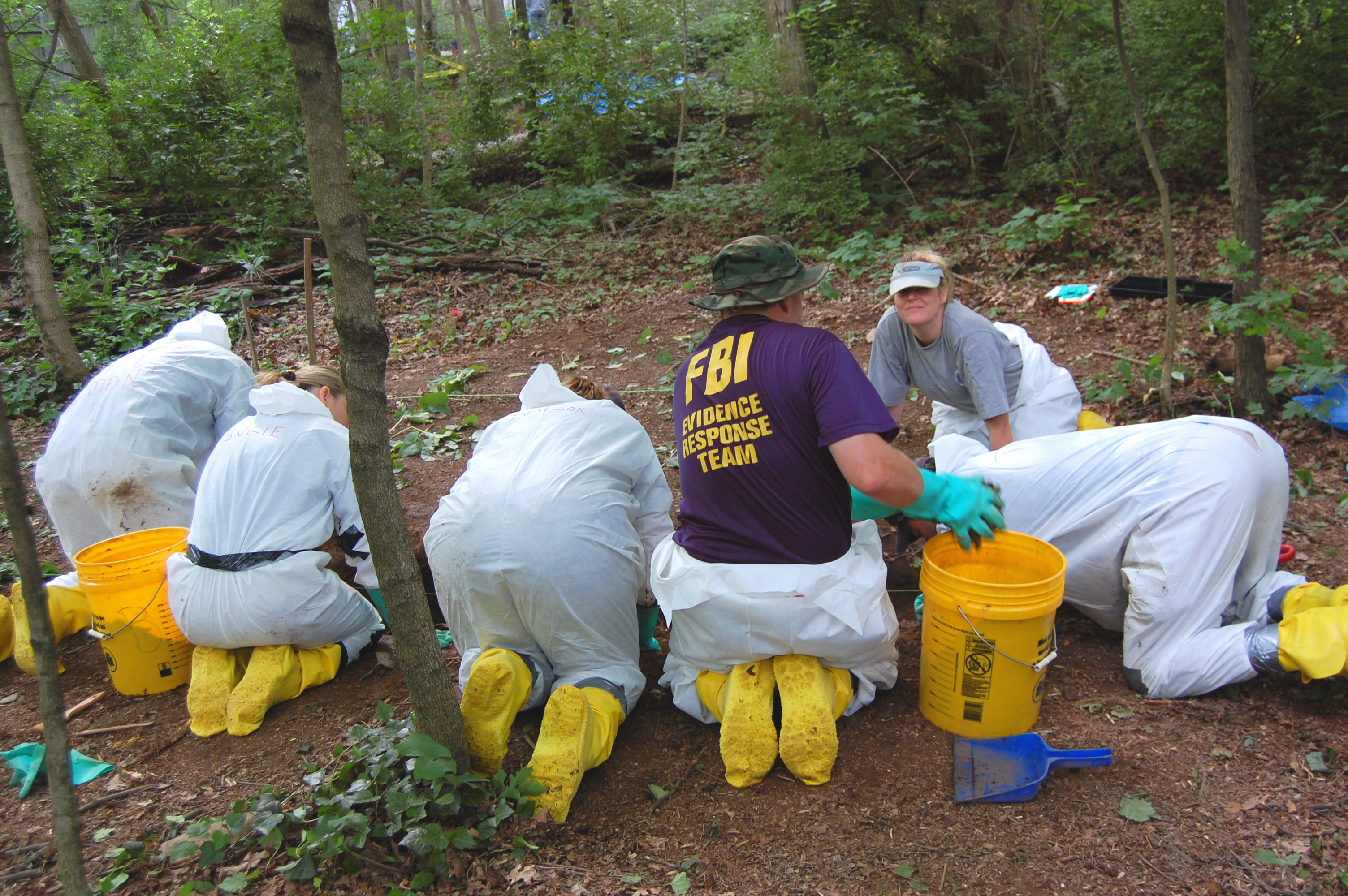
Agentes do FBI coletando evidências na cena do crime.

Evidências vêm em muitas diferentes formas como armas, sangue em facas, etc. Pode ser qualquer coisa, desde uma amostra biológica, como sangue, ou itens do dia a dia, como recibos e extratos bancários. Outros tipos de evidências incluem: fibras, resíduo de armas, fotografias ou vídeos, e impressões digitais. Cientistas forenses analisam essas evidências para poderem trazer uma explicação de porque e como um crime ocorreu. 
Garantir que as evidências sejam coletadas de maneira precisa e oportuna ajuda os policiais a entender melhor o que aconteceu no local e ajuda na investigação a ser completada com sucesso. Apenas o profissional com o conhecimento e treinamento adequado deve coletar evidências. Esses indivíduos incluem, paramédicos, Investigadores e outros funcionários especializados. Diferentes tipos de evidência algumas vezes precisarão de diferentes métodos de coleta ou recipientes específicos. Por exemplo, recipientes de papel, como sacos, envelopes ou caixas, podem ser ótimos para amostras biológicas. Recipientes de papel permitem evidências que não estão completamente secas para continuarem secando. Esse tipo de coleta protege essas amostras de se deteriorarem. Quando a evidência é coletada corretamente, há menos chance de que os itens coletados sejam danificados ou contaminados.
Os peritos utilizam uma variedade de diferentes ferramentas e técnicas. A coleta de impressões digitais é feita através do uso de pó magnético cinza ou preto. DNA e outros fluidos corporais são coletados e, se for cabelo ou fluido, levados futuramente a um laboratório para um exame mais aprofundado. Impressões de sapatos ou pneus podem ser coletados usando cimento dental. Eletrônicos são levados para exame feito por especialista técnico para busca de evidências. Documentos do local também são pegos. Munição e armas são coletados para correspondência a feridas e balística. Fotografias de marcas de ferramentas são feitos porque podem ser combinados a uma arma em um futuro momento. Qualquer outro vestígio também é coletado. Vestígio é qualquer coisa deixada para trás por um perpetrador ou poderia ter sido transferida para o agressor. Entrevistas de testemunhas e vítimas do crime são tomadas por oficiais, a fim de obter conhecimento e criar um cronograma dos eventos.

### Cadeia de custódia
Depois das evidências terem sido coletadas da cena do crime, elas são colocadas em seu recipiente apropriado e depois classificadas ou rotuladas. O rótulo identifica a cena específica da qual a evidência veio e estabelece a "cadeia de custódia”. A cadeia de custódia refere-se à ordem em que as provas são tratadas por indivíduos envolvidos na investigação do caso. Ela é pertinente à investigação e garante a segurança física de todas as evidências que fazem parte do caso. Os seguintes tipos de identificadores são necessários para estabelecer a cadeia:.
- Iniciais ou nome da pessoa que coletou a evidência, e todas as pessoas subsequentes que entraram em contato com a evidência;
- A data da coleta e transferência;
- O nome do agente, número do caso e tipo de crime;
- Número do comprovante ou funcionário;
- O nome da vítima ou do suspeito;
- Onde o item está sendo armazenado;
- Um resumo do que o item é;

## Tipos de cenas do crime
Diferentes tipos de cenas de crime incluem em local externo, interno e automóveis. As cenas de crimes em local externo são as mais difíceis de investigar. A exposição a elementos como chuva, vento ou calor, bem como a atividade animal, contamina a cena do crime e leva à destruição de evidências. Cenas em local interno têm uma chance significativamente menor de contaminação devido à falta de exposição. A contaminação aqui geralmente vem do fator humano. Cenas de crimes em automóveis são crimes cometidos por meio destes, como roubo ou furto de carros. Cada tipo de cena de crime, juntamente com a natureza do crime cometido (roubo, homicídio, estupro, etc.), têm procedimentos diferentes.

## Reconstrução
Reconstrução da cena do crime é o uso de métodos científicos, evidências físicas, raciocínio dedutivo, e suas inter-relações para obter conhecimento explícito da série de eventos que cercam a prática de um crime.